# Mark L. Lester
Mark L. Lester (Cleveland, 26 novembre 1946) è un produttore cinematografico, regista, sceneggiatore e produttore televisivo statunitense.
Fra i film da lui diretti vanno ricordati Commando con Arnold Schwarzenegger, Fenomeni paranormali incontrollabili, tratto da un romanzo di Stephen King, e Classe 1984.

## Filmografia

### Produttore
- Tricia's Wedding, regia di Milton Miron (1971)
- Twilight of the Mayas (1971)
- Steel Aréna (1973)
- Stazione di servizio (Truck Stop Women) (1974)
- White House Madness (1975)
- Il mondo violento di Bobbie Jo ragazza di provincia (Bobbie Jo and the Outlaw) (1976)
- Il tunnel dell'orrore, regia di Tobe Hooper (1981)
- Classe 1984 (Class of 1984) (1982)
- Classe 1999 (Class of 1999) (1990)
- Resa dei conti a Little Tokyo (Showdown in Little Tokyo) (1991)
- La notte del fuggitivo (Night of the Running Man) (1995)
- Ricercati vivi o morti (Public Enemies) (1996)
- Legami pericolosi (The Ex) (1996)
- I due volti dell'assassino (Double Take) (1998)
- Il gene della follia (Misbegotten) (1998)
- La base (The Base) (1999)
- In fuga dal passato (Hitman's Run) (1999)
- Blowback (2000)
- Sacrifice - Indagini sporche (Sacrifice) (2000)
- Devil's Prey, regia di Bradford May (2001)
- Instinct to Kill, regia di Gustavo Graef-Marino (2001)
- Bad Karma, regia di John Hough (2002)
- The Wisher, regia di Gavin Wilding (2002)
- Obiettivo sopravvivere (Betrayal) (2003)
- White Rush (2003)
- Stealing Candy (2003)
- Pterodactyl (2005)
- Il giorno dell'ira (Day of Wrath), regia di Adrian Rudomin (2006)
- Wraiths of Roanoke, regia di Matt Codd (2007)
- Yeti (Yeti: Curse of the Snow Demon), regia di Paul Ziller (2008)
- Beauty and the Beast, regia di Adrian Rudomin (2009)
- Groupie (2010)
- Sinbad and the Minotaur, regia di Karl Zwicky (2011)
- Jabberwock, regia di Adrian Rudomin (2011)
- Sand Sharks, regia di Mark Atkins (2011)
- Mentryville, regia di Jason Dudek (2012)
- Zoe ci prova, regia di Theresa Bennett (2018)

### Regista
- Twilight of the Mayas (1971)
- Steel Aréna (1973)
- Stazione di servizio (Truck Stop Women) (1974)
- White House Madness (1975)
- Il mondo violento di Bobbie Jo ragazza di provincia (Bobbie Jo and the Outlaw) (1976)
- Stunts, il pericolo è il mio mestiere (Stunts) (1977)
- Roller Boogie (1979)
- Classe 1984 (Class of 1984) (1982)
- Fenomeni paranormali incontrollabili (Firestarter) (1984)
- Commando (1985)
- Pazzi da legare (Armed and Dangerous) (1986)
- Classe 1999 (Class of 1999) (1990)
- Resa dei conti a Little Tokyo (Showdown in Little Tokyo) (1991)
- Squadra investigativa speciale S.I.S. giustizia sommaria (Extreme Justice) (1993)
- La notte del fuggitivo (Night of the Running Man) (1995)
- Ricercati vivi o morti (Public Enemies) (1996)
- Legami pericolosi (The Ex) (1997)
- I due volti dell'assassino (Double Take) (1998)
- Il gene della follia (Misbegotten) (1998)
- La base (The Base) (1999)
- In fuga dal passato (Hitman's Run) (1999)
- Blowback (2000)
- Sacrifice - Indagini sporche (Sacrifice) (2000)
- Guilty as Charged (The Base 2: Guilty as Charged) (2000)
- Obiettivo sopravvivere (Betrayal) (2003)
- White Rush (2003)
- Stealing Candy (2003)
- Pterodactyl (2005)
- Groupie (2010)

### Sceneggiatore
- Steel Aréna (1973)
- Truck Stop Women (1974)
- Classe 1984 (Class of 1984) (1982)
- Classe 1999 (Class of 1999) (1990)
- Stealing Candy (2003)
- Yeti (Yeti: Curse of the Snow Demon), regia di Paul Ziller (2008)